# توني إليوت (لاعب كرة قدم أمريكية)
توني إليوت (بالإنجليزية: Tony Elliott)‏ هو لاعب كرة قدم أمريكية أمريكي، ولد في 28 أبريل 1959 في نيويورك في الولايات المتحدة، وتوفي في 31 ديسمبر 2007 في بريدجبورت في الولايات المتحدة.

## وصلات خارجية
- توني إليوت على موقع مرجع كرة القدم المحترفة.كوم (الإنجليزية)